# جيف سيمونز (موسيقي)
جيف سيمونز (بالإنجليزية: Jeff Simmons)‏ هو موسيقي أمريكي، ولد في 21 مايو 1949 في سياتل في الولايات المتحدة.

## وصلات خارجية
- جيف سيمونز على موقع ميوزك برينز (الإنجليزية)
- جيف سيمونز على موقع ديسكوغز (الإنجليزية)